# Hydaticus bowringii
Hydaticus bowringii es una especie de escarabajo del género Hydaticus, familia Dytiscidae. Fue descrita científicamente por Clark en 1864.
Habita en Australia.